# Deltocyathus rotulus
Deltocyathus rotulus är en korallart som först beskrevs av Alcock 1898.  Deltocyathus rotulus ingår i släktet Deltocyathus och familjen Caryophylliidae. Inga underarter finns listade i Catalogue of Life.